# Бовель, Шарль де
Шарль де Бове́ль (фр. Charles de Bovelles, около 1479 — около 1567) — французский математик, филолог, философ

-гуманист и теолог-мистик XVI века. В некоторых документах его фамилия была записана как de Bouelles, поэтому часть русских источников называет его Булье. Свои латинские сочинения учёный подписывал: Carolus Bovillus. Служил каноником собора в городе Нуайон и профессором Коллежа кардинала Лемуана (Collège du Cardinal-Lemoine), входящего в Парижский университет.
Труды Бовеля внесли существенный вклад в развитие французской и общеевропейской науки и философии. Его «Геометрия» (1511) стала первой научной работой, опубликованной не на латыни, а на французском языке. Труды Бовеля высоко ценили Джордано Бруно и Пьер Шаррон. В XX веке историк и философ Альбер Риво назвал Бовеля «самым замечательным французским мыслителем пятнадцатого и раннего шестнадцатого века», а филолог Е. Н. Михайлова отметила, что «в истории науки де Бовель предстает как один из „титанов Возрождения“, оставивших свой след во многих областях знания, в том числе и в языкознании».

## Биография и научная деятельность
Детали биографии учёного, включая точные даты рождения и смерти, неизвестны. Родился в богатой аристократической семье. В 1495—1503 годы учился в коллеже кардинала Лемуана под руководством Жака Лефевра из Этапля, последователя Николая Кузанского и интерпретатора Аристотеля. Лефевр, как и Бовель, был уроженцем Пикардии, они познакомились во время чумы 1495 года. Среди преподавателей коллежа был выдающийся эльзасский историк и филолог Беатус Ренанус.
В период 1503—1509 Бовель путешествовал по разным странам Европы в поисках новых знаний, редких книг и рукописей. Он посетил Францию, Германию, Швейцарию, Нидерланды, Испанию, Италию, по возвращении он стал католическим священником. В 1509 году Бовель написал одну из самых известных своих книг «О мудреце», в 1511 году опубликовал её в сборнике 12 своих эссе, куда вошли его размышления по проблемам познания, логики, естествознания, математической символики; этот труд оказал влияние на Декарта. В последующие десятилетия он опубликовал десятки трудов по философии, истории, психологии, физиологии, натуральной философии, различным отраслям математики, французской филологии и богословию, причём для решения богословских проблем он считал возможным применять понятия естественных наук.
В философском трактате «О мудреце» развиваются идеи Николая Кузанского и ведущих мыслителей флорентийской Платоновской Академии: человек есть связующее звено мироздания, единение всякого бытия, центр всего, поскольку он — природное зеркало всех вещей — наполнен внутри себя их разумными основаниями. Отражая в себе весь мир, человек есть око Вселенной, он не только созерцает её, но также преобразует её и радеет о ней. Разумеется, в подобной роли может выступать только человек образованный и просвещённый, живущий интересами разума — именно в нём, в мудреце, этом духовном средоточии всего, мир обретает законченную совершенную форму.
В математике Бовель одним из первых исследовал циклоиду, пытаясь использовать её для решения древней задачи квадратуры круга. Мишель Шаль в своём историческом обзоре «Aperçu historique... des méthodes en géométrie» упоминает работу Бовеля о звёздчатых многогранниках и считает его идейным преемником Томаса Брадвардина. Книги Бовеля характеризуются глубоко пифагорейским подходом: как математические объекты, так и формы животных находят соответствия в регулярных формах геометрии (многоугольники и многогранники, регулярные, выпуклые или звёздчатые). Некоторые главы, такие как теория колоколов, физиогномика или объяснение влияния определённых машин, дают увлекательную картину технической мысли шестнадцатого века.

## Память
В 1979 году отмечалось 500-летие со дня рождения Шарля Бовеля. На его родине, в Нуайоне, состоялся международный конгресс Charles de Bovelles 1979, посвящённый памяти учёного-гуманиста и изучению его богатейшего научного наследия.
В честь учёного назван лицей в Нуайоне.

## Труды

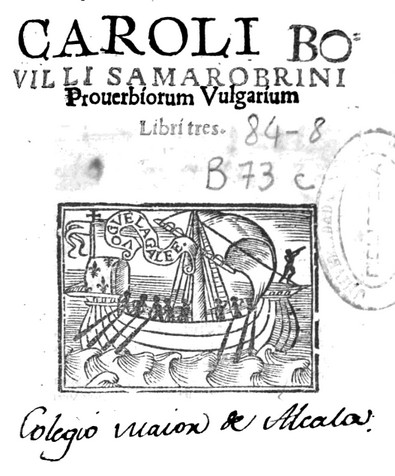
Книга Proverbiorum vulgarium

- In artem oppositorum introductio, 1501;
- Metaphysicae introductorium, 1503;
- De constitutione et utilitate artium, ca. 1510;
- Géométrie en françoys (1510/11), Henri Estienne, Paris;
- Quae in hoc volumine continentur: Liber de intellectu. Liber de sensibus. Liber de generatione. Libellus de nihilo. Ars oppositorum. Liber de sapiente. Liber de duodecim numeris. Philosophicae epistulae. Liber de perfectis numeris. Libellus de mathematicis rosis. Liber de mathematicis corporibus. Libellus de mathematicis supplementis, 1510 (Repr. 1970);
- Dominica Oratio tertrinis ecclesiastice hierarchie ordinibus particulatim attributa et facili explanata commentario, 1511;
- In hoc opere contenta: Commentarius in primordiale Evangelium divi Joannis. Vita Remundi eremitae. Philosophicae aliquot Epistolae, 1511;
- Physicorum Elementorum libri decem denis capitibus distincti, quae capita denis sunt propositionibus exornata, unde libri sunt decem, capita centum, propositiones mille, 1512;
- Questionum theologicarum libri septem, 1513;
- Theologicarum Conclusionum libri decem, 1515;
- Responsiones ad novem quaesita Nicolai Paxii, 1520;
- Aetatum mundi septem supputatio, 1520;
- In hoc opere contenta: Liber cordis. Liber propriae rationis. Liber substantialium propositonum; Liber naturalium sophismatum. Liber cubicarum mensularum, 1523;
- Divinae Caliginis liber, 1526;
- Opus egregium de voto, libero arbitrio ac de differentis orationis, Paris 1529; Proverbiorum vulgarium libri tres, 1531;
- De Laude Hierusalem liber unus. Eiusdem de laude gentium liber I. De Concertatione et area peccati liber I. De Septem vitiis liber I, 1531;
- De Raptu divi Pauli libellus, auctus ab eius epistula ad fratrem Innocentium Guenotum, in Caelestinesium monarchorum ordine Deo militantem. Eiusdem de Prophetica Visione liber, 1531;
- Liber de differentia vulgarium linguarum et gallici sermonis varietate, 1533;
- Agonologia Christi, 1533;
- Livre singulier & utile touchant l’art et practique de Géométrie, composé nouvellement en Françoys, par maistre Charles de Bouelles  (1542);
- La Geometrie practique, composee par le noble Philosophe maistre Charles de Bovelles (1547, reprint 1566),  Guil. de Marnef, Paris
- Dialogi tres de Animae immortalitate, Resurrectione, Mundi excidio et illius instauratione, 1552;
- Geometricum opus duobus libris comprehensum, 1557;
- Praxilogia Christi quatuor libris distincta. o. J.

## Русские переводы
- Шарль де Бовель. Книга о мудреце // Чаша Гермеса : Гуманистическая мысль эпохи Возрождения и герметическая традиция / сост. и авт. вступ. статья О. Ф. Кудрявцев ; коммент. О. Ф. Кудрявцев . – М. : Юристъ, 1996. ISBN 5-7357-0085-5.
- Шарль де Бовель. Книга о мудреце. // Эрнст Кассирер. Индивид и космос в философии Возрождения. Центр гуманитарных инициатив, 2013. Серия: Книга света. ISBN 978-5-98712-113-9.
  - Приложение: Олег Кудрявцев. Шарль де Бовель и его трактат «О мудреце».